# FC Domagnano
FC Domagnano (Football Club Domagnano) je sanmarinský fotbalový klub z obce Domagnano založený v roce 1966. Klubové barvy jsou žlutá a červená.

## Úspěchy
- Campionato Sammarinese di Calcio (sanmarinská fotbalová liga)
  - 4× vítěz (1988/89, 2001/02, 2002/03, 2004/05)[1]
- Coppa Titano (sanmarinský fotbalový pohár)
  - 8× vítěz (1972, 1988, 1990, 1992, 1996, 2001, 2002, 2003)[2]
- Trofeo Federale (sanmarinský Superpohár do roku 2011)
  - 3× vítěz (1990, 2001, 2004)[2]

## Názvy klubu
- 1966–2007: SP Domagnano
- 2007–: FC Domagnano

## Výsledky v evropských pohárech
| Ročník  | Soutěž     | Kolo        | Soupeř             | Doma | Venku | Celkem | Postup  |
| ------- | ---------- | ----------- | ------------------ | ---- | ----- | ------ | ------- |
| 2002/03 | Pohár UEFA | Předkolo    | FK Viktoria Žižkov | 0:2  | 0:3   | 0:5    | vyřazen |
| 2003/04 | Pohár UEFA | Předkolo    | FK Torpedo Moskva  | 0:4  | 0:5   | 0:9    | vyřazen |
| 2005/06 | Pohár UEFA | 1. předkolo | NK Domžale         | 0:5  | 0:3   | 0:8    | vyřazen |